# Borne Orientale
Die Borne Orientale ist ein Fluss in Frankreich, der im Département Haute-Loire in der Region Auvergne-Rhône-Alpes verläuft. Sie entspringt im Regionalen Naturpark Livradois-Forez, im Gemeindegebiet von Félines, entwässert generell in südlicher Richtung und mündet nach rund 20 Kilometern an der Gemeindegrenze von Céaux-d’Allègre und Lissac als linker Nebenfluss in die Borne Occidentale, die sich ab hier lediglich Borne nennt.

## Orte am Fluss
- Chamborne, Gemeinde Félines
- Félines
- Bréchignac, Gemeinde Monlet
- Caire, Gemeinde Monlet
- Barribas, Gemeinde Monlet
- Céaux-d’Allègre
- Aubournac, Gemeinde Céaux-d’Allègre
- Chadernac, Gemeinde Céaux-d’Allègre
- La Ribeyre, Gemeinde Céaux-d’Allègre